# Saab 9-4X
O 9-4X é um utilitário esportivo compacto que está sendo desenvolvido pela Saab Automobile e deverá chegar ao mercado em 2009 com opções de motorização diesel, a fim de atender à demanda do mercado europeu.

## Saab 9-4X BioPower
No NAIAS 2008 foi apresentado o protótipo Saab 9-4X BioPower.